# Encefalite Anti-Receptor N-Metil-D-Aspartato (NMDA)
A encefalite anti-receptor NMDA é um tipo de inflamação do cérebro causada por anticorpos. Os primeiros sintomas podem incluir febre, dor de cabeça e sensação de cansaço. A isto sucedem, normalmente, transtornos psicóticos, que se manifestam por crenças erróneas (delírios) e pela observação e audição de coisas que não são reais (alucinações). Os indivíduos também ficam, muitas vezes, agitados ou confusos. Com o passar do tempo, é comum ocorrer convulsões, diminuição da frequência respiratória e variações na pressão arterial e na frequência cardíaca.
Cerca de metade dos casos estão associados a tumores, mais frequentemente a teratomas nos ovários. A encefalite herpesviral é outro factor desencadeante, enquanto noutros casos a causa não é clara. O mecanismo subjacente é autoimune, sendo o principal alvo a subunidade GluN1 dos receptores N-metil D-aspartato (NMDAR) no cérebro. O diagnóstico baseia-se, tipicamente, na detecção de anticorpos específicos no líquido cefalorraquidiano. Geralmente, a RM do cérebro é normal. É comum o erro de diagnóstico.
O tratamento é feito, tipicamente, com medicação imunossupressora, e, em casos de tumor presente, é necessária cirurgia para a remoção. Cerca de 80% dos pacientes apresentam melhorias com o tratamento. Os resultados são melhores quando o tratamento é iniciado com antecedência. Transtornos mentais ou comportamentais podem persistir a longo prazo. Cerca de 4% dos indivíduos afectados falecem devido à doença. Há reincidência em cerca de 10% dos indivíduos.
Estima-se 1,5 casos a cada milhão de pessoas por ano. A doença é relativamente comum comparativamente a outras doenças paraneoplásicas. Cerca de 80% dos afectados são mulheres. Geralmente afecta indivíduos adultos com menos de 45 anos, porém pode-se manifestar em qualquer idade. A doença foi descrita pela primeira vez por Josep Dalmau em 2007.